# Жарко Дринчић
Жарко Дринчић (Петроварадин, 1964) српски је академски сликар. Живи и ради у Новом Саду.

## Биографија
Академију уметности уписао је 1990. године. Дипломирао је 1994. године на смеру сликање у класи професора Душана Тодоровића. Студије је окончао као студент генерације. Добитник је годишње награде за цртеж, као и награде Универзитета града Новог Сада за постигнут успех током школовања. Излагао је на више групних и самосталних изложби. Оснивач је сликарске колоније Менсе Србије. Од 2006. године је професор цртања на Академији класичног сликарства Универзитета EDUCONS.